# شارع فرنسا (مدينة تونس)
شارع فرنسا هو أحد أهم شوارع مدينة تونس حيث أنه يعتبر امتدادا لشارع الحبيب بورقيبة وينطلق من ساحة الاستقلال إلى باب البحر. وكانت تكثر فيه خلال عهد الحماية البنوك والغرف القنصلية ووكالات النقل والمكاتب، كما ظهرت فيه المحلات التجارية، وخاصة من بينها المغازة العامة، كما كانت تنطلق منه عربات الترامواي التي تأسست للإشراف عليها عام 1884 شركة خاصة، واستمرت في العمل إلى عام 1959. وإذ حافظ الشارع على صبغته التجارية إلى حد الآن، فيوجد به كذلك المركز الوطني الجامعي للتوثيق العلمي والتقني. كما كان هذا الشارع يحتضن عدة مكتبات من بينها مكتبة صليبا ومكتبة ابن سلامة.

## معرض صور

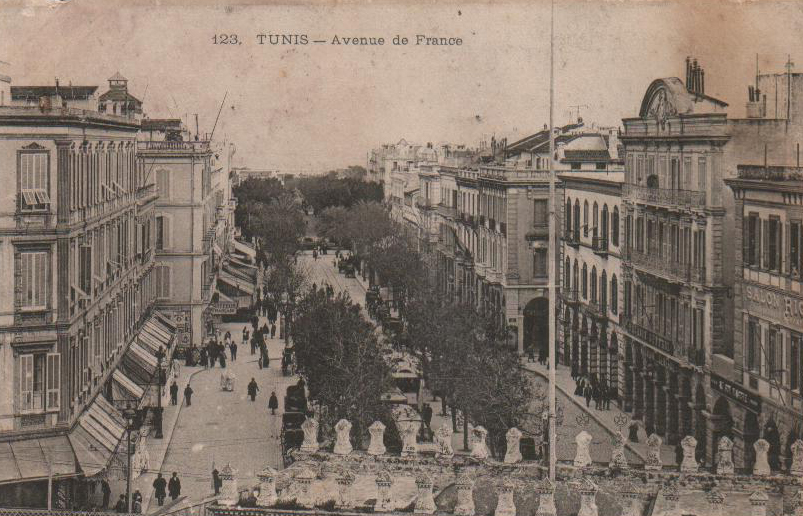
شارع فرنسا عام 1900
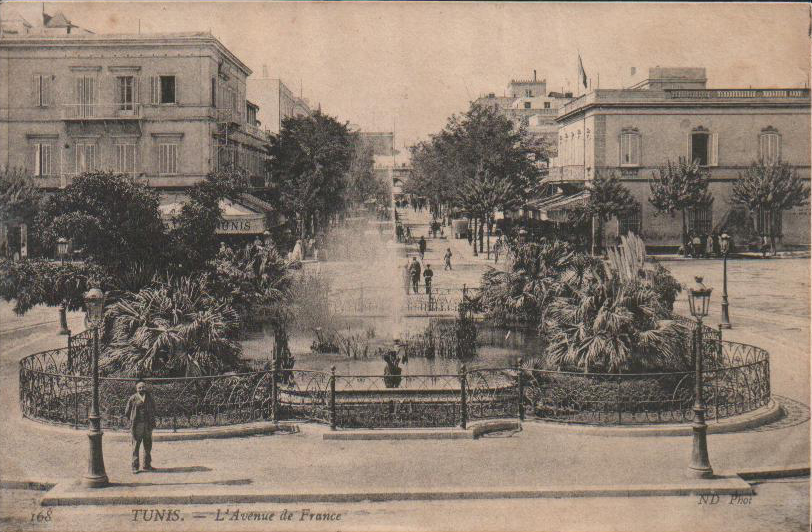
صورة قديمة لشارع فرنسا
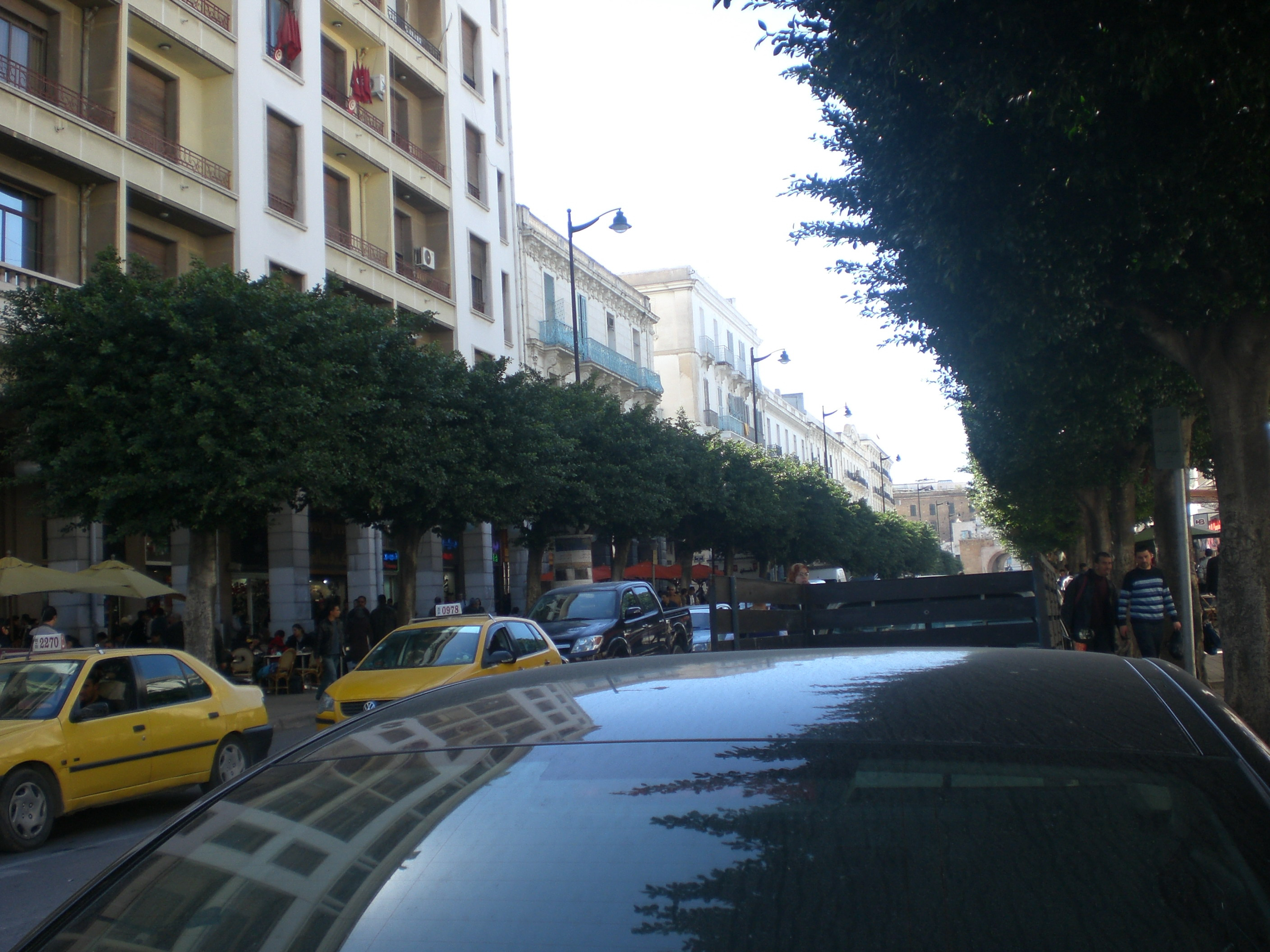
شارع فرنسا
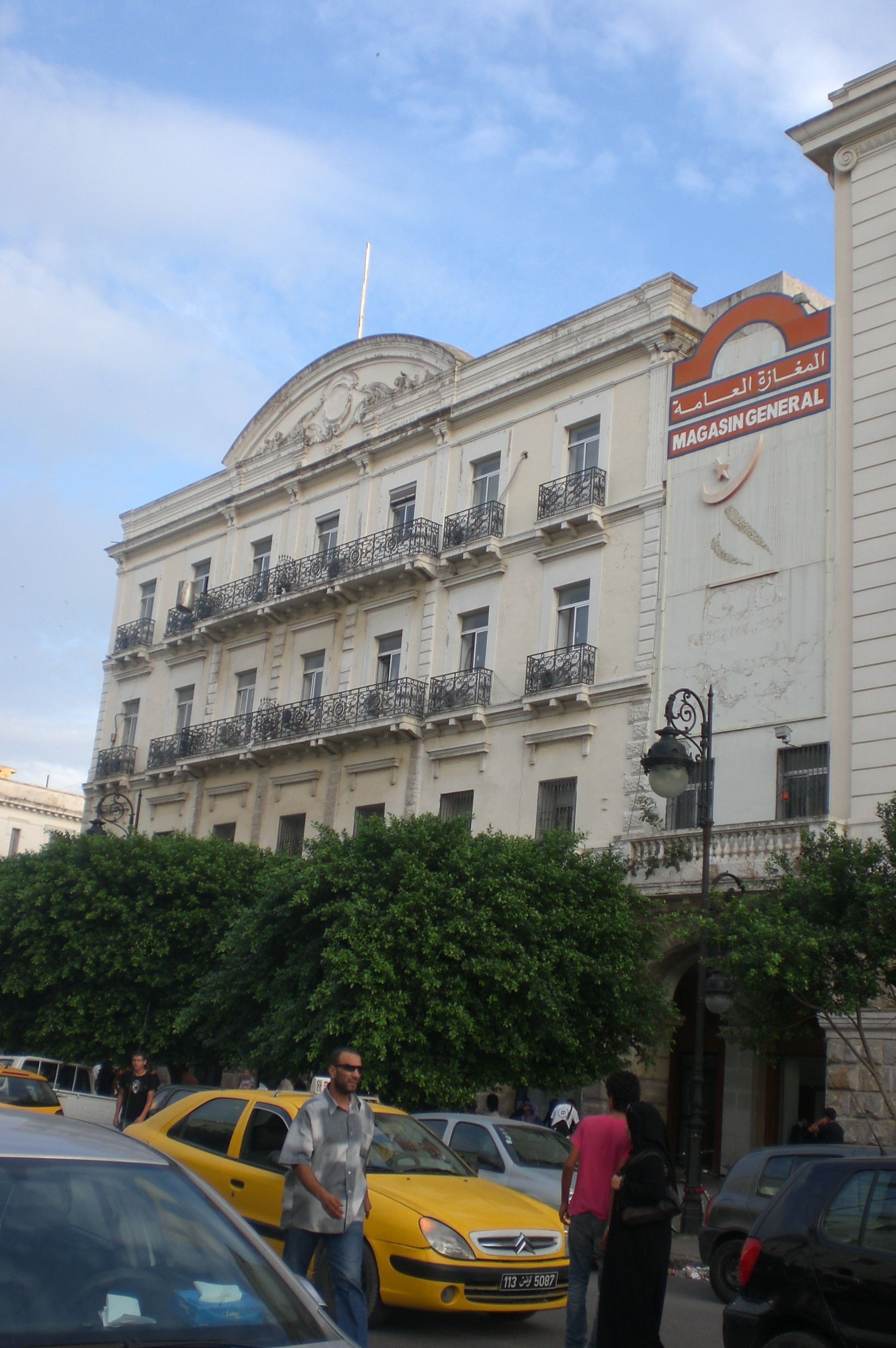
المغازة العامة، أحد أهم الفضاءات التجارية بشارع فرنسا

## إشارات مرجعية
1. ↑  http://www.monnuage.fr/point-d-interet/bab-bhar-ou-porte-de-france-a80447 Bab Bhar ou Porte de France نسخة محفوظة 2015-10-02 على موقع واي باك مشين.
2. ↑  http://www.harissa.com/D_Communautes/Tunisie/lavenuedefrance.htm DE LA BHIRA A BAB BHAR : L'AVENUE DE FRANCE نسخة محفوظة 2021-07-29 على موقع واي باك مشين.